# Josep María Abarca
José María Abarca Plotas (Barcelona, 19 juni 1974) is een voormalig Spaanse waterpoloër.
Abarca nam eenmaal deel aan de Olympische Spelen, in 1996, en won met het Spaanse team de gouden medaille.
In de competitie kwam Abarca uit voor Club Náutico Catalunya.
Josep María Abarca · 
Ángel Luis Andreo · 
Daniel Ballart · 
Manuel Estiarte · 
Pedro García · 
Salvador Gómez · 
Iván Moro · 
Miguel Ángel Oca · 
Jorge Payá · 
Sergi Pedrerol · 
Jesús Rollán · 
Jordi Sans · 
Carles Sans